# Constel·lació del Serpentari
El Serpentari, també anomenat Ofiüc, (Ophiuchus, ⛎) és una gran constel·lació que s'estén per l'equador celeste. El seu nom prové del grec Ὀφιοῦχος, Ophioukhos, 'el portador de la serp', i se sol representar com un home agafant una serp (Unicode U+26CE). La serp és representada per la constel·lació del Serpent; el Serpentari divideix aquesta en dues parts, Serpens Caput i Serpens Cauda, és a dir, el cap i la cua. El Serpentari era una de les 48 constel·lacions llistades per l'astrònom del segle II Ptolemeu, i roman una de les 88 constel·lacions modernes. L'estel més brillant n'és Rasalhague (α Ophiuchi).

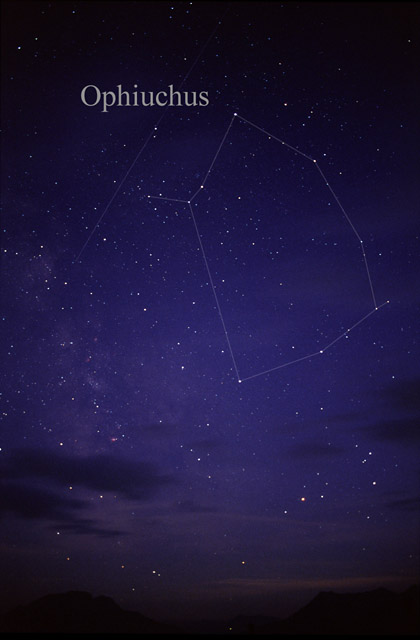
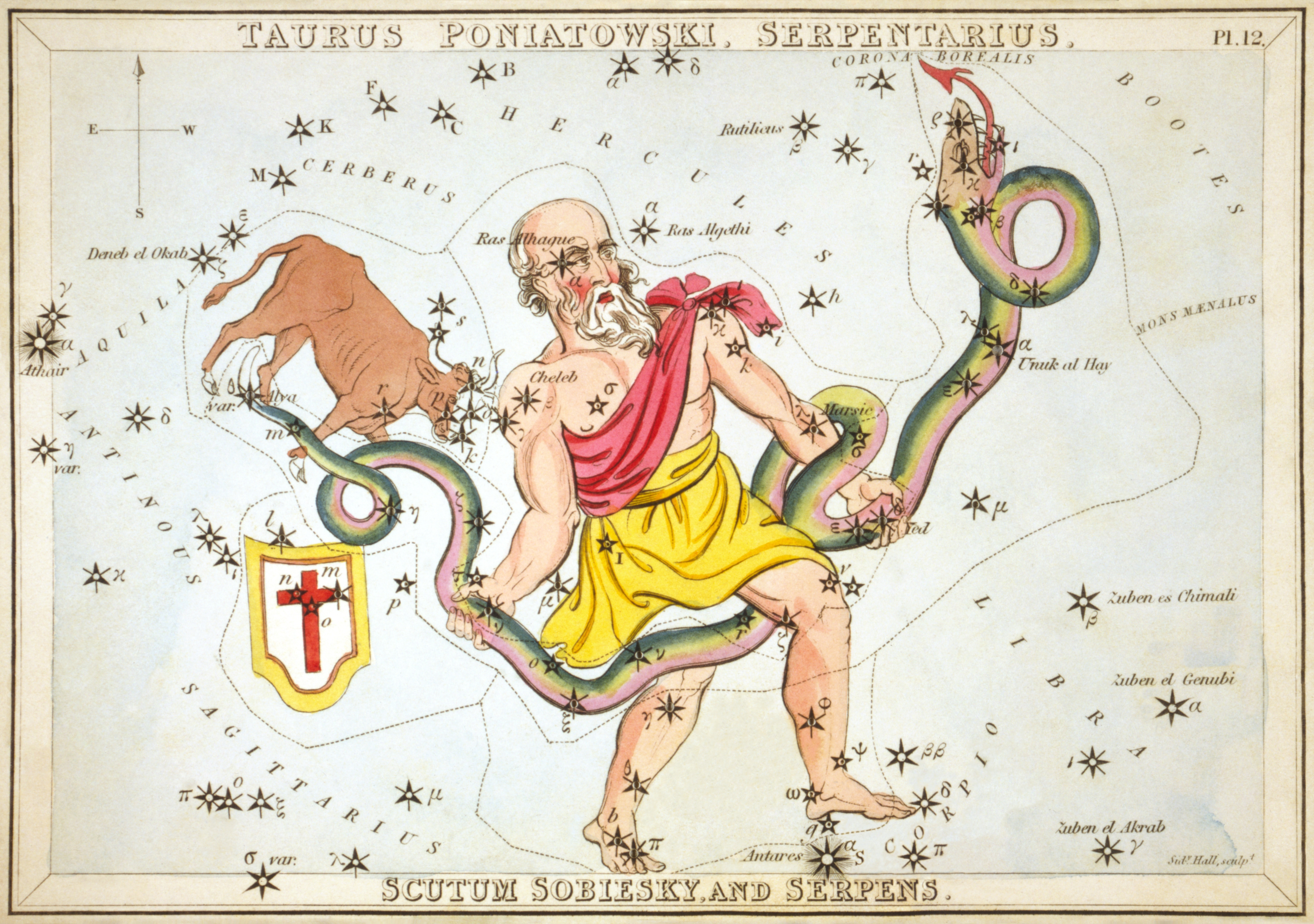

Malgrat que la constel·lació és travessada pel Sol del 30 de novembre al 17 de desembre no es considera part del zodíac tradicional de l'astrologia.

## Ubicació

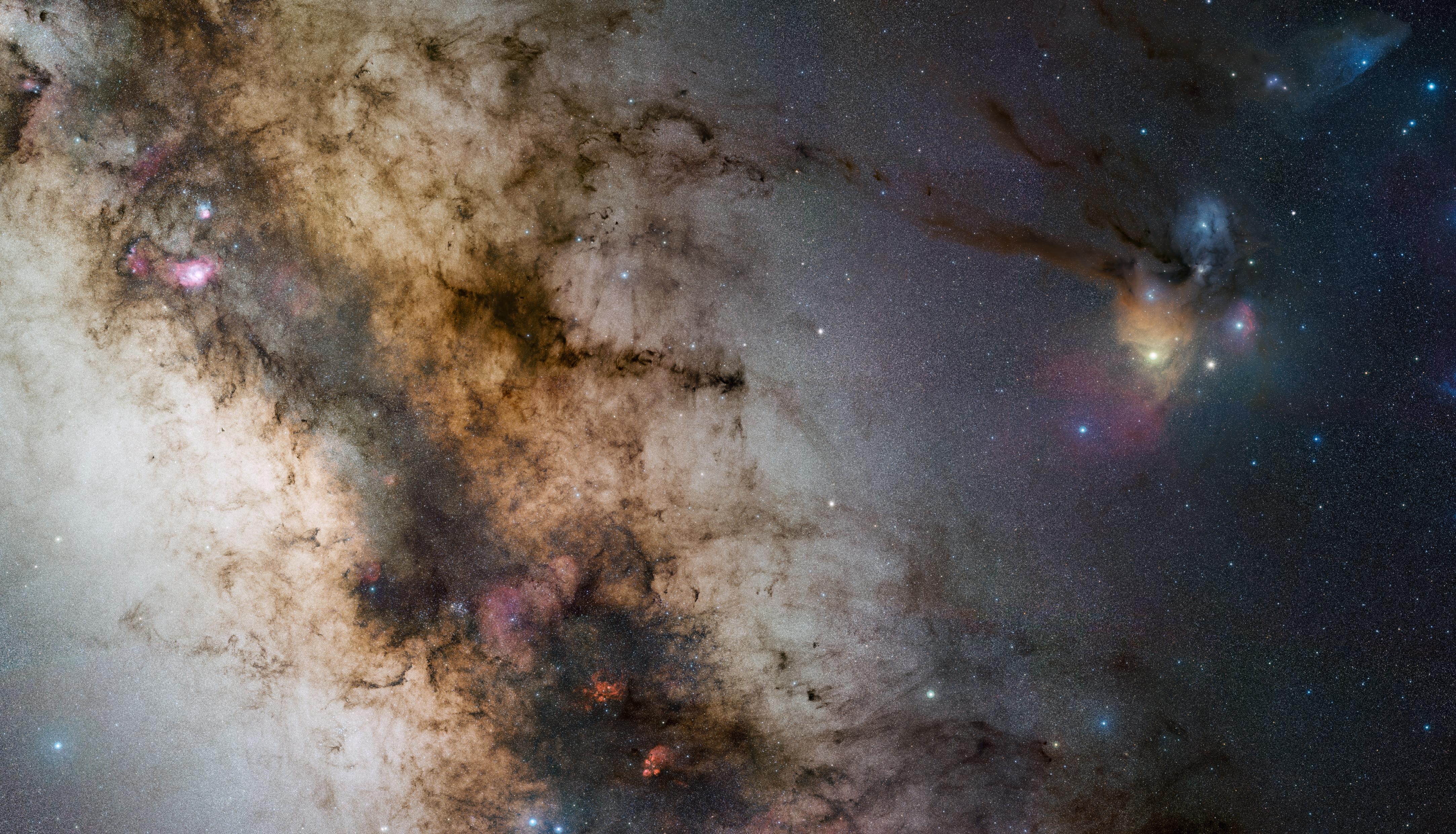
Rho Ophiuchi, es mostra amb un núvol blavós circumdant lleugerament per sobre d'un pentàgon d'estrelles a Scorpius, amb la banda principal de la Via Làctia molt més a l'esquerra

Serpentari es troba entre Aquila, Serpens, Escorpí, Sagitari i Hèrcules, al nord-oest del centre de la Via Làctia. La part sud es troba entre Escorpí a l'oest i Sagitari a l'est. A l'hemisferi nord, és millor visible a l'estiu. És oposat a Orió. Ofiuc és representat com un home agafant una serp; la interposició del seu cos divideix la constel·lació de Serpens en dues parts, Serpens Caput i Serpens Cauda. Serpentari es troba a cavall de l'equador i la major part de la seva àrea es troba a l'hemisferi sud. Rasalhague, la seva estrella més brillant, es troba prop de l'extrem nord de Serpentari amb una declinació aproximadament +12° 30′. La constel·lació s'estén cap al sud fins a una declinació de −30° . Els segments de l'eclíptica dins de Serpentari es troben al sud de la declinació de −20°.
A diferència d'Orió, de novembre a gener (estiu a l'hemisferi sud, hivern a l'hemisferi nord), Ofiuc es troba al cel diürn i, per tant, no és visible a la majoria de latituds. Tanmateix, durant gran part del Cercle Àrtic durant els mesos d'hivern de l'hemisferi nord, el Sol es troba per sota de l'horitzó fins i tot al migdia. Les estrelles (i, per tant, parts d'Ophiuchus, especialment Rasalhague) són visibles al crepuscle durant unes hores al voltant del migdia local, baix al sud. Als mesos de primavera i estiu de l'hemisferi nord, quan Ofiuc és normalment visible al cel nocturn, la constel·lació no és realment visible, perquè el sol de mitjanit enfosquia les estrelles en aquells moments i llocs de l'Àrtida. Als països propers a l'equador, Ophiuchus apareix a dalt al juny al voltant de la mitjanit i al cel al vespre d'octubre.

## Característiques destacades
L'estrella més brillant de la constel·lació és α Ophiuchi, que rep el nom de Rasalhague, un gegant blanca 25 vegades més lluminosa que el Sol, distant 46,7 anys llum de la Terra. La segueix en brillantor η Ophiuchi, coneguda com a Sabik, una estrella binària composta per dos estrelles blanques de la seqüència principal de tipus espectral A2.5V i A3V: l'inusual d'aquest sistema és la gran excentricitat de l'òrbita (ε = 0,94), la qual fa que la separació entre les components oscil·li entre 2 ua i 65 ua amb un període orbital de 88 anys. La tercera estrella segons la brillantor, ζ Ophiuchi, és una estrella blava de tipus O9V molt lluminosa i massiva –68.000 vegades més lluminosa que el Sol i 20 cops més massiva– considerada una estrella fugitiva, és a dir, es creu que fou expulsada d'un sistema estel·lar per l'explosió d'una estrella acompanyant.
En aquesta constel·lació s'hi localitzen diversos dels estels més propers al sistema solar. L'estel de Barnard és, després dels tres components d'Alfa Centauri, l'estel més proper al Sol, a una mica menys de 6 anys llum (és invisible a l'ull nu). Es tracta d'una nana roja de tipus espectral M4.0V que té aproximadament el 16% de la massa solar i un radi igual al 19% del que té el Sol. La seva lluminositat bolomètrica –que inclou la llum infraroja emesa– equival a 3,5/1000 vegades la solar. Amb una edat d'entre 7000 i 12000 milions d'anys, l'estel de Barnard és força més vell que el Sol i podria estar entre els estels més vells de la Via Làctia.
També es troben al Serpentari els sistemes estel·lars 70 Ophiuchi i 36 Ophiuchi, constituïts per nanes taronges –estrelles semblants al Sol però més fredes i tènues–, ambdues a menys de 20 anys llum de distància. Les dues componetns de 70 Ophiuchi, de tipus K0V i K4V, tenen una òrbita excèntrica (ε = 0,495), cosa que provoca que la seva separació fluctuï entre 11,6 ua i 34,8 ua al llarg del seu període orbital de 88,4 años. Es troba a 16,64 anys llum del sistema solar. D'altra banda, 36 Ophiuchi és un sistema triple en el qual les dues components principals, de tipus K0V i K1V, es mouen també en una òrbita notablement excèntrica (ε = 0,922), variant la separació entre elles des de 7 ua fins a 169 ua; una tercera nana taronja —de tipus K5V— orbita al voltant d'aquesta binària a una distància compresa entre 4370 i 5390 ua.
Entre els estels variables de la constel·lación cal mencionar RS Ophiuchi, una nova recurrent l'últim esclat de la qual tingué lloc el 12 de febrer de 2006. El 1604 aparegué al Serpentari la supernova de Kepler (SN 1604), l'última supernova observada a la Via Làctia a una distància no superior als 6 kiloparsecs. Fou visible a l'ull nu i en el moment de màxima lluminositat superà en brillantor a qualsevol altra estrella del cel nocturn.

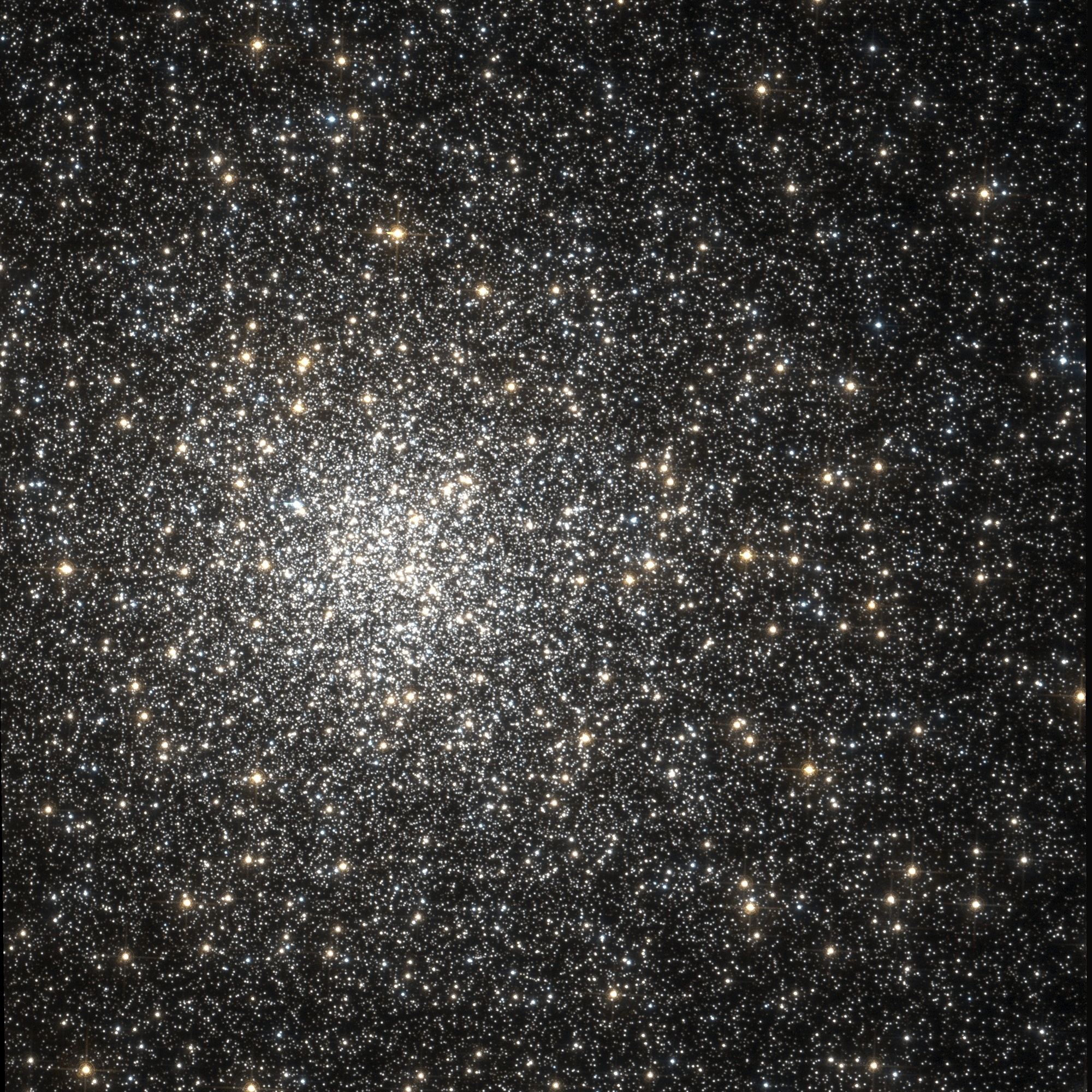
Imatge del cúmul globular M62 obtinguda amb el telescopi espacial Hubble

Al Serpentari s'hi troba la nebulosa M2-9, una nebulosa planetària situada a uns 2100 anys llum. És una nebulosa bipolar amb dos lòbuls de material emesos per l'estel binari que hi ha al centre. S'estima que la capa exterior té uns 1200 anys. NGC 6369 és una altra nebulosa planetària; el telescopi espacial Hubble ha mostrat com el romanent estel·lar del seu centre radia llum ultraviolada cap al gas que l'envolta.
Diversos cúmuls globulars de la constel·lació poden ser observats amb prismàtics. M9 és un dels més propers al nucli de la Via Làctia, ja que es troba a una distància de 5500 anys llum del mateix i a 25800 anys llum del sistema solar. El seu diàmetre aparent de 12 minuts d'arc correspon a una extensió lineal de 90 anys llum. M10 i M12 són també cúmuls d'aquest tipus, distants 14300 i 16000 anys llum, respectivament. D'altra banda, M19 és un dels cúmuls globulars més plans que es coneixen, i la seva deformació podria ser deguda a la proximitat al centre de la galàxia; és un cúmul ric i dens, i notablement concentrat. M62, un cúmul global irregular, també es troba a prop del nucli galàctic –a 6100 anys llum–, essent molt semblant al veí M19.

## Estels principals

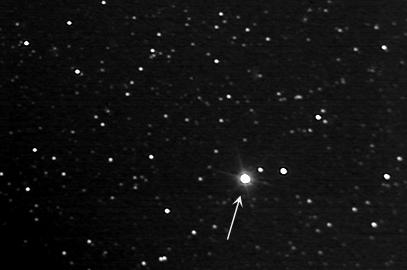
Localització de l'estel de Barnard, l'estel més pròxim al sistema solar després d'Alfa Centauri al cel nocturn

- α Ophiuchi (Rasalhague), l'estel més brillants del Serpentari amb una magnitud aparent de 2,09 i de color blanc, situada prop de Rasalgethi (α Herculis) de la constel·lació d'Hèrcules, situat al nord de la constel·lació.
- β Ophiuchi (Cebalrai), gegant taronja de tipus K2III i magnitud 2,77, situat també al nord de la constel·lació.
- γ Ophiuchi, estel blanc de magnitud 3,75.
- δ Ophiuchi (Yed Prior), de magnitud 2,73 i color roig, situat al sud de la constel·lació i prop del cap de la serp.
- ε Ophiuchi (Yed Posterior), molt proper a Yed Prior i de magnitud 3,23, un estel gegant de color groc.
- ζ Ophiuchi, el tercer más brillant de la constel·lació (magnitud 2,54), estel del rar tipus espectral O (blau fosc).
- η Ophiuchi (Sabik), el segon més brillante amb magnitud 2,43, estel binari blanc de la seqüència principal.

## Història

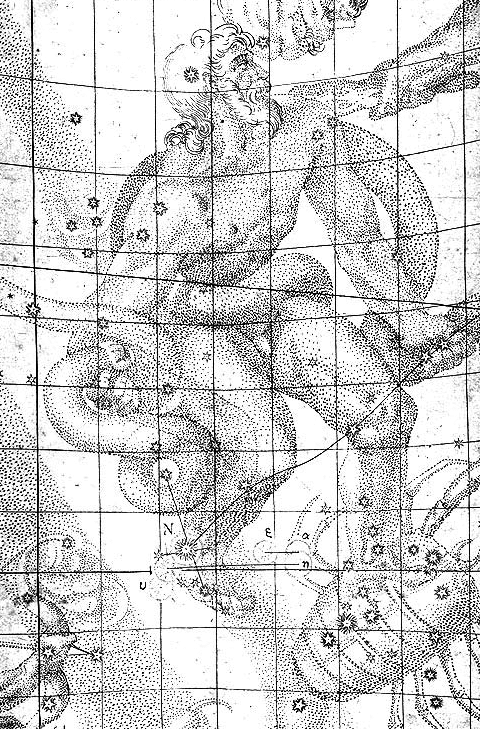
Dibuix de Johannes Kepler que mostra la localització de la stella nova al peu dOphiuchus.

El Serpentari (Ophiucus) és una constel·lació antiga. Apareix a l'Almagest de Claudi Ptolemeu amb les altres 47 constel·lacions, a vegades anomenada Serpentarius.
La constel·lació representa un home portant una serp al voltant; Ophiuchus divideix la constel·lació de la Serp en dues parts. Representa Asclepi, el metge llegendari. Asclepi hauria mort una serp amb la sorpresa de veure com a continuació una altra serp la reanimava amb unes herbes. El saber mèdic d'Asclepi hauria augmentat ràpidament fins a ser capaç de ressuscitar als morts. Això inquietà Hades, deu dels Inferns grecs, qui temé no rebre més ànimes. També va convèncer el seu germà Zeus de fulminar-lo i de decretar que tots els mortals han de morir un dia. Per tal d'honorar els seus talents de curandero, Zeus l'ha col·locat amb la seva serp als cels. Tanmateix no és fàcil discernir-hi la figura d'un home sense una mica d'imaginació.
L'objecte més significatiu de la constel·lació d'Ophiuchus fou la supernova que explotà el 10 d'octubre de 1604, a prop de θ Ophiuchi. Fou observada per Johannes Kepler, d'aquí el seu nom de supernova de Kepler. Galileu utilitzà la seva breu aparició per dejectar el dogma aristotèlic que indicava que els cels no canvien mai.

## Astrologia
La constel·lació del Serpentari fou estesa cap al sud per una decisió de la UAI el 1922, i es troba ara en el pla de l'eclíptica, cosa que significa que les trajectòries dels planetes, del Sol i de la Lluna el travessen. Aquest no era el cas quan el zodíac fou creat fa 2.000 o 3.000 anys. Per tant, tradicionalment, a diferència de les altres constel·lacions travessades per l'eclíptica, el Serpentari no es compta entre les dotze constel·lacions del zodíac. Es tracta d'una de les diferències que sobrevenen entre l'astrologia i els desplaçaments reals dels objectes celestes.